# Giro automobilistico d'Italia 1934
Il Giro automobilistico d'Italia 1934 è stata una corsa automobilistica di velocità su strada a tappe.
Organizzato dal Reale Automobile Club d'Italia, si disputò tra il 26 maggio e il 2 giugno 1934 su un percorso stradale sviluppato lungo tutta la Penisola italiana e la Sicilia per un totale di 5.687 chilometri, suddivisi in tre tappe. Riservata ad automobili di serie, quindi nate per la normale circolazione su strada e non per le competizioni, venne vinta da Carlo Pintacuda e Mario Nardilli su Lancia Astura, che coprirono l'intera distanza in 65 ore 57 minuti 6 secondi alla velocità media di 86,229 chilometri orari.

## Categorie
Le vetture, automobili di serie costruite per la circolazione su strada e non per le competizioni, erano divise in cinque classi di cilindrata.
| Nr | Cilindrata    |
| -- | ------------- |
| 1  | Oltre 3000 cc |
| 2  | Entro 3000 cc |
| 3  | Entro 2000 cc |
| 4  | Entro 1500 cc |
| 5  | Entro 1100 cc |

## Gara

### Vincitori
Vincitori di categoria e classe.
| Classe     | Equipaggio                           | Vettura    |
| ---------- | ------------------------------------ | ---------- |
| Assoluto   | Carlo Maria Pintacuda Mario Nardilli | Lancia     |
| Oltre 3000 | Stoffel Pesato                       | Chrysler   |
| Entro 3000 | Carlo Maria Pintacuda Mario Nardilli | Lancia     |
| Entro 2000 | Giacomo Dusmet Renato Danese         | Alfa Romeo |
| Entro 1500 | Dei Caruso                           | Lancia     |
| Entro 1100 | Brignone Aymini                      | Fiat       |

### Risultati
Risultati parziali della gara.
| Pos | Classe     | Equipaggio                        | Vettura            | Tempo /Ritiro |
| --- | ---------- | --------------------------------- | ------------------ | ------------- |
| 1   | Entro 3000 | Carlo Pintacuda Mario Nardilli    | Lancia Astura      | 65h57'06"     |
| 2   | Entro 3000 | Archimede Rosa Gianfranco Comotti | Alfa Romeo 6C 2300 | 66h01'46"     |
| 3   | Entro 3000 | Nino Farina Ernesto Oneto         | Lancia Astura      | 66h12'48"     |
| 4   | Entro 3000 | Francesco Severi Nando Barbieri   | Alfa Romeo 6C 2300 | 67h31'56"     |
| 5   | Entro 2000 | Giacomo Dusmet Renato Danese      | Alfa Romeo         | 68h20'59"     |
| 6   | Entro 2000 | Staccioli Gabini                  | Alfa Romeo         | 68h53'17"     |

Note
Evidenziati in giallo i vincitori di classe.